# Romano Floriani Mussolini
Romano Floriani Mussolini, né le 27 janvier 2003 à Rome, est un footballeur italien évoluant au poste d'arrière droit à l'US Cremonese, en prêt de la SS Lazio.
Il est le fils de la femme politique Alessandra Mussolini, petit-fils du pianiste Romano Mussolini et arrière-petit-fils du dictateur Benito Mussolini.

## Biographie

### Jeunesse
Romano Floriani Mussolini naît le 27 janvier 2003 à Rome, troisième enfant de Mauro Floriani et de la femme politique Alessandra Mussolini,,. Son grand-père Romano Mussolini est pianiste de jazz et son arrière grand-père est le dictateur fasciste Benito Mussolini. Sa grand-tante est l'actrice Sophia Loren. Il porte donc un nom de famille composé (en), ce qui a été permis à titre d'exception aux coutumes italiennes par les autorités civiles et l'Église catholique, les doubles noms de famille n'étant généralement pas autorisés par la loi italienne au moment de sa naissance,.

### Carrière
Floriani Mussolini commence sa carrière dans les équipes jeunes de l'AS Rome avant de rejoindre la Lazio à 13 ans, alors qu'il est étudiant à école internationale Saint-Georges (en) de Rome,. En 2018, il est prêté au club amateur Vigor Perconti.
Lorsqu'on lui a demandé si le nom du joueur limiterait son temps de jeu, l'entraîneur des jeunes de la Lazio, Mauro Bianchessi, a déclaré : « La seule chose qui compte est de savoir si un joueur mérite de jouer. Rien d'autre. » En mars 2021, il signe un contrat professionnel senior avec la Lazio jusqu'en 2024,.
Le 24 octobre 2021, il fait partie du groupe de la Lazio pour affronter l'Hellas Verona lors de la 9e journée de Serie A (défaite 4-1).
Le 3 août 2023, il est prêté une saison au Delfino Pescara, club de troisième division italienne.
Le 5 juillet 2024, il rejoint la Juve Stabia, club de deuxième division lors d'un nouveau prêt,. Le 22 décembre de la même année, il inscrit son premier but lors de la victoire 1-0 contre Cesena,. Au moment de sa célébration, plusieurs supporters de la Juve Stabia exécutent un salut fasciste,, ce que le club dément. Le 30 juin 2025, à la fin de son prêt, la Lazio déclenche sa clause de rachat et le fait revenir au club.

### Vie privée
Il apparaît à la télévision avec sa mère dans l'émission de télé-réalité Ballando con le stelle, l'équivalent italien de Danse avec les stars.
Malgré son nom de famille, il affirme n'avoir aucune ambition politique,. Il est parfois surnommé « Mussolini Jr. ».
Son agent est l'Italien Federico Pastorello (en).